# يفغيني سميرنوف (لاعب كرة قدم)
يفغيني سميرنوف (27 مايو 1994 - ) هو لاعب كرة قدم روسي في مركز الدفاع. لعب مع FC Yakutiya Yakutsk ‏.

## وصلات خارجية
- يفغيني سميرنوف (لاعب كرة قدم) على موقع قاعدة بيانات كرة القدم.إي يو (الإنجليزية)
- يفغيني سميرنوف (لاعب كرة قدم) على موقع Soccerway.com (الإنجليزية)